# بروسونتة كامفرية
بروسونتة كامفرية (الاسم العلمي:Broussonetia kaempferi) هي نوع من النباتات تتبع جنس البروسونتة من الفصيلة التوتية.